# 잠비아 축구 국가대표팀
잠비아 축구 국가대표팀(영어: Zambia national football team)은 잠비아를 대표하는 축구 국가대표팀으로 잠비아 축구 협회에서 관리한다. 아프리카의 신흥 강호로 알려져 있는 팀으로 1946년 짐바브웨와의 국제 A매치 첫 경기를 가졌으며 내셔널 히어로즈 스타디움과 레비 음와나와사 스타디움을 홈 구장으로 사용하고 있다.

## 국제 대회 경력

### FIFA 월드컵
현재까지 월드컵 본선 경험은 전무하며 그나마 2006년 FIFA 월드컵 아프리카 지역 예선 1라운드에서 세이셸을 상대로 1승 1무의 성적을 거두며 최종 예선에 올랐고 최종 예선에서도 10경기 6승 1무 3패·1조 3위로 잠비아 축구 역사상 월드컵 지역 예선 최고 성적을 거두었다.

### 아프리카 네이션스컵
아프리카 네이션스컵 본선에는 17번 출전하여 이 중 2012년 대회에서 코트디부아르를 승부차기 끝에 8-7로 꺾고 사상 첫 메이저 대회 우승컵을 들어올렸고 1974년과 1994년 대회에서는 준우승의 성과를 거두는 등 8번의 대회에서 8강 이상의 성적을 기록했다.

### 아프리카 네이션스 챔피언십
자국 리그에서 활동하는 선수들만 참가할 수 있는 아프리카 네이션스 챔피언십 본선에는 4번 출전하여 초대 대회인 2009년 대회에서 3위에 입상했고 2016년과 2018년 대회에서는 8강에 이름을 올렸다.

### 하계 올림픽
올림픽 축구 본선에는 2번 출전하여 이 중 1988년 대회에서 사상 처음으로 8강에 이름을 올렸고 특히 이 과정에서 당시 FIFA 월드컵 3회 우승팀인 강호 이탈리아를 무려 4-0으로 대파하는 파란을 일으켰다.

## 기타 국제 대회 경력
COSAFA컵에서는 9번의 대회에서 4번의 우승과 5번의 준우승을 차지했고 세카파컵에서도 7번의 대회에서 2번의 우승과 5번의 준우승을 차지했다.

## FIFA 월드컵 (본선)
| 년도   | 결과      | 순위      | 경기      | 승        | 무*       | 패        | 득점      | 실점      | 승점      |
| ------ | --------- | --------- | --------- | --------- | --------- | --------- | --------- | --------- | --------- |
| 1930년 | 독립 이전 | 독립 이전 | 독립 이전 | 독립 이전 | 독립 이전 | 독립 이전 | 독립 이전 | 독립 이전 | 독립 이전 |
| 1934년 | 독립 이전 | 독립 이전 | 독립 이전 | 독립 이전 | 독립 이전 | 독립 이전 | 독립 이전 | 독립 이전 | 독립 이전 |
| 1938년 | 독립 이전 | 독립 이전 | 독립 이전 | 독립 이전 | 독립 이전 | 독립 이전 | 독립 이전 | 독립 이전 | 독립 이전 |
| 1950년 | 독립 이전 | 독립 이전 | 독립 이전 | 독립 이전 | 독립 이전 | 독립 이전 | 독립 이전 | 독립 이전 | 독립 이전 |
| 1954년 | 독립 이전 | 독립 이전 | 독립 이전 | 독립 이전 | 독립 이전 | 독립 이전 | 독립 이전 | 독립 이전 | 독립 이전 |
| 1958년 | 독립 이전 | 독립 이전 | 독립 이전 | 독립 이전 | 독립 이전 | 독립 이전 | 독립 이전 | 독립 이전 | 독립 이전 |
| 1962년 | 독립 이전 | 독립 이전 | 독립 이전 | 독립 이전 | 독립 이전 | 독립 이전 | 독립 이전 | 독립 이전 | 독립 이전 |
| 1966년 | 없음      | 없음      | 없음      | 없음      | 없음      | 없음      | 없음      | 없음      | 없음      |
| 1970년 | 예선 탈락 | 예선 탈락 | 예선 탈락 | 예선 탈락 | 예선 탈락 | 예선 탈락 | 예선 탈락 | 예선 탈락 | 예선 탈락 |
| 1974년 | 예선 탈락 | 예선 탈락 | 예선 탈락 | 예선 탈락 | 예선 탈락 | 예선 탈락 | 예선 탈락 | 예선 탈락 | 예선 탈락 |
| 1978년 | 예선 탈락 | 예선 탈락 | 예선 탈락 | 예선 탈락 | 예선 탈락 | 예선 탈락 | 예선 탈락 | 예선 탈락 | 예선 탈락 |
| 1982년 | 예선 탈락 | 예선 탈락 | 예선 탈락 | 예선 탈락 | 예선 탈락 | 예선 탈락 | 예선 탈락 | 예선 탈락 | 예선 탈락 |
| 1986년 | 예선 탈락 | 예선 탈락 | 예선 탈락 | 예선 탈락 | 예선 탈락 | 예선 탈락 | 예선 탈락 | 예선 탈락 | 예선 탈락 |
| 1990년 | 예선 탈락 | 예선 탈락 | 예선 탈락 | 예선 탈락 | 예선 탈락 | 예선 탈락 | 예선 탈락 | 예선 탈락 | 예선 탈락 |
| 1994년 | 예선 탈락 | 예선 탈락 | 예선 탈락 | 예선 탈락 | 예선 탈락 | 예선 탈락 | 예선 탈락 | 예선 탈락 | 예선 탈락 |
| 1998년 | 예선 탈락 | 예선 탈락 | 예선 탈락 | 예선 탈락 | 예선 탈락 | 예선 탈락 | 예선 탈락 | 예선 탈락 | 예선 탈락 |
| 2002년 | 예선 탈락 | 예선 탈락 | 예선 탈락 | 예선 탈락 | 예선 탈락 | 예선 탈락 | 예선 탈락 | 예선 탈락 | 예선 탈락 |
| 2006년 | 예선 탈락 | 예선 탈락 | 예선 탈락 | 예선 탈락 | 예선 탈락 | 예선 탈락 | 예선 탈락 | 예선 탈락 | 예선 탈락 |
| 2010년 | 예선 탈락 | 예선 탈락 | 예선 탈락 | 예선 탈락 | 예선 탈락 | 예선 탈락 | 예선 탈락 | 예선 탈락 | 예선 탈락 |
| 2014년 | 예선 탈락 | 예선 탈락 | 예선 탈락 | 예선 탈락 | 예선 탈락 | 예선 탈락 | 예선 탈락 | 예선 탈락 | 예선 탈락 |
| 2018년 | 예선 탈락 | 예선 탈락 | 예선 탈락 | 예선 탈락 | 예선 탈락 | 예선 탈락 | 예선 탈락 | 예선 탈락 | 예선 탈락 |
| 합계   |           |           |           |           |           |           |           |           |           |

## FIFA 월드컵 (예선)
| 1930년 | 독립 이전                                   | 독립 이전                                   | 독립 이전                                   | 독립 이전                                   | 독립 이전                                   | 독립 이전                                   | 독립 이전                                   |                                             |                                             |
| 1934년 | 독립 이전                                   | 독립 이전                                   | 독립 이전                                   | 독립 이전                                   | 독립 이전                                   | 독립 이전                                   | 독립 이전                                   |                                             |                                             |
| 1938년 | 독립 이전                                   | 독립 이전                                   | 독립 이전                                   | 독립 이전                                   | 독립 이전                                   | 독립 이전                                   | 독립 이전                                   |                                             |                                             |
| 1950년 | 독립 이전                                   | 독립 이전                                   | 독립 이전                                   | 독립 이전                                   | 독립 이전                                   | 독립 이전                                   | 독립 이전                                   |                                             |                                             |
| 1954년 | 독립 이전                                   | 독립 이전                                   | 독립 이전                                   | 독립 이전                                   | 독립 이전                                   | 독립 이전                                   | 독립 이전                                   |                                             |                                             |
| 1958년 | 독립 이전                                   | 독립 이전                                   | 독립 이전                                   | 독립 이전                                   | 독립 이전                                   | 독립 이전                                   | 독립 이전                                   |                                             |                                             |
| 1962년 | 독립 이전                                   | 독립 이전                                   | 독립 이전                                   | 독립 이전                                   | 독립 이전                                   | 독립 이전                                   | 독립 이전                                   |                                             |                                             |
| 1966년 | 없음                                        | 없음                                        | 없음                                        | 없음                                        | 없음                                        | 없음                                        | 없음                                        |                                             |                                             |
| 1970년 | 2                                           | 1                                           | 0                                           | 1                                           | 6                                           | 6                                           | 3                                           |                                             |                                             |
| 1974년 | 10                                          | 4                                           | 3                                           | 3                                           | 19                                          | 11                                          | 15                                          |                                             |                                             |
| 1978년 | 6                                           | 3                                           | 1                                           | 2                                           | 9                                           | 5                                           | 10                                          |                                             |                                             |
| 1982년 | 4                                           | 2                                           | 1                                           | 1                                           | 6                                           | 2                                           | 7                                           |                                             |                                             |
| 1986년 | 6                                           | 2                                           | 1                                           | 3                                           | 8                                           | 6                                           | 7                                           |                                             |                                             |
| 1990년 | 6                                           | 3                                           | 0                                           | 3                                           | 7                                           | 6                                           | 9                                           |                                             |                                             |
| 1994년 | 8                                           | 5                                           | 1                                           | 2                                           | 17                                          | 5                                           | 16                                          |                                             |                                             |
| 1998년 | 8                                           | 3                                           | 2                                           | 3                                           | 10                                          | 8                                           | 11                                          |                                             |                                             |
| 2002년 | 10                                          | 5                                           | 2                                           | 3                                           | 16                                          | 11                                          | 17                                          |                                             |                                             |
| 2006년 | 12                                          | 7                                           | 2                                           | 3                                           | 21                                          | 11                                          | 23                                          |                                             |                                             |
| 2010년 | 10                                          | 3                                           | 3                                           | 4                                           | 4                                           | 6                                           | 12                                          |                                             |                                             |
| 2014년 | 6                                           | 3                                           | 2                                           | 1                                           | 11                                          | 4                                           | 11                                          |                                             |                                             |
| 2018년 | 8                                           | 4                                           | 2                                           | 2                                           | 11                                          | 7                                           | 14                                          |                                             |                                             |
| 합계   | 96                                          | 45                                          | 20                                          | 31                                          | 145                                         | 88                                          | 155                                         |                                             |                                             |
| 순위   | 월드컵 예선 승점 순위 : 58위 (아프리카 6위) | 월드컵 예선 승점 순위 : 58위 (아프리카 6위) | 월드컵 예선 승점 순위 : 58위 (아프리카 6위) | 월드컵 예선 승점 순위 : 58위 (아프리카 6위) | 월드컵 예선 승점 순위 : 58위 (아프리카 6위) | 월드컵 예선 승점 순위 : 58위 (아프리카 6위) | 월드컵 예선 승점 순위 : 58위 (아프리카 6위) | 월드컵 예선 승점 순위 : 58위 (아프리카 6위) | 월드컵 예선 승점 순위 : 58위 (아프리카 6위) |

## 아프리카 네이션스컵
| 아프리카 네이션스컵 본선 기록 | 아프리카 네이션스컵 본선 기록       | 아프리카 네이션스컵 본선 기록       | 아프리카 네이션스컵 본선 기록       | 아프리카 네이션스컵 본선 기록       | 아프리카 네이션스컵 본선 기록       | 아프리카 네이션스컵 본선 기록       | 아프리카 네이션스컵 본선 기록       | 아프리카 네이션스컵 본선 기록       | 아프리카 네이션스컵 본선 기록       | 아프리카 네이션스컵 예선 기록 | 아프리카 네이션스컵 예선 기록 | 아프리카 네이션스컵 예선 기록 | 아프리카 네이션스컵 예선 기록 | 아프리카 네이션스컵 예선 기록 | 아프리카 네이션스컵 예선 기록 | 아프리카 네이션스컵 예선 기록 |
| 년도                          | 결과                                | 순위                                | 경기                                | 승                                  | 무*                                 | 패                                  | 득점                                | 실점                                | 승점                                | 경기                          | 승                            | 무*                           | 패                            | 득점                          | 실점                          | 승점                          |
| ----------------------------- | ----------------------------------- | ----------------------------------- | ----------------------------------- | ----------------------------------- | ----------------------------------- | ----------------------------------- | ----------------------------------- | ----------------------------------- | ----------------------------------- | ----------------------------- | ----------------------------- | ----------------------------- | ----------------------------- | ----------------------------- | ----------------------------- | ----------------------------- |
| 1957년                        | 독립 이전                           | 독립 이전                           | 독립 이전                           | 독립 이전                           | 독립 이전                           | 독립 이전                           | 독립 이전                           | 독립 이전                           | 독립 이전                           | 독립 이전                     | 독립 이전                     | 독립 이전                     | 독립 이전                     | 독립 이전                     | 독립 이전                     | 독립 이전                     |
| 1959년                        | 독립 이전                           | 독립 이전                           | 독립 이전                           | 독립 이전                           | 독립 이전                           | 독립 이전                           | 독립 이전                           | 독립 이전                           | 독립 이전                           | 독립 이전                     | 독립 이전                     | 독립 이전                     | 독립 이전                     | 독립 이전                     | 독립 이전                     | 독립 이전                     |
| 1962년                        | 독립 이전                           | 독립 이전                           | 독립 이전                           | 독립 이전                           | 독립 이전                           | 독립 이전                           | 독립 이전                           | 독립 이전                           | 독립 이전                           | 독립 이전                     | 독립 이전                     | 독립 이전                     | 독립 이전                     | 독립 이전                     | 독립 이전                     | 독립 이전                     |
| 1963년                        | 독립 이전                           | 독립 이전                           | 독립 이전                           | 독립 이전                           | 독립 이전                           | 독립 이전                           | 독립 이전                           | 독립 이전                           | 독립 이전                           | 독립 이전                     | 독립 이전                     | 독립 이전                     | 독립 이전                     | 독립 이전                     | 독립 이전                     | 독립 이전                     |
| 1965년                        | 없음                                | 없음                                | 없음                                | 없음                                | 없음                                | 없음                                | 없음                                | 없음                                | 없음                                | 없음                          | 없음                          | 없음                          | 없음                          | 없음                          | 없음                          | 없음                          |
| 1968년                        | 불참                                | 불참                                | 불참                                | 불참                                | 불참                                | 불참                                | 불참                                | 불참                                | 불참                                | 불참                          | 불참                          | 불참                          | 불참                          | 불참                          | 불참                          | 불참                          |
| 1970년                        | 예선 탈락                           | 예선 탈락                           | 예선 탈락                           | 예선 탈락                           | 예선 탈락                           | 예선 탈락                           | 예선 탈락                           | 예선 탈락                           | 예선 탈락                           | 4                             | 1                             | 2                             | 1                             | 8                             | 8                             | 5                             |
| 1972년                        | 예선 탈락                           | 예선 탈락                           | 예선 탈락                           | 예선 탈락                           | 예선 탈락                           | 예선 탈락                           | 예선 탈락                           | 예선 탈락                           | 예선 탈락                           | 4                             | 2                             | 1                             | 1                             | 8                             | 6                             | 7                             |
| 1974년                        | 준우승                              | 2위                                 | 6                                   | 3                                   | 1                                   | 2                                   | 9                                   | 9                                   | 10                                  | 4                             | 2                             | 0                             | 2                             | 11                            | 7                             | 6                             |
| 1976년                        | 예선 탈락                           | 예선 탈락                           | 예선 탈락                           | 예선 탈락                           | 예선 탈락                           | 예선 탈락                           | 예선 탈락                           | 예선 탈락                           | 예선 탈락                           | 4                             | 2                             | 1                             | 1                             | 11                            | 8                             | 7                             |
| 1978년                        | 조별리그                            | 5위                                 | 3                                   | 1                                   | 1                                   | 1                                   | 3                                   | 2                                   | 4                                   | 2                             | 1                             | 0                             | 1                             | 2                             | 2                             | 3                             |
| 1980년                        | 예선 탈락                           | 예선 탈락                           | 예선 탈락                           | 예선 탈락                           | 예선 탈락                           | 예선 탈락                           | 예선 탈락                           | 예선 탈락                           | 예선 탈락                           | 4                             | 2                             | 1                             | 1                             | 5                             | 2                             | 7                             |
| 1982년                        | 4강                                 | 3위                                 | 5                                   | 3                                   | 0                                   | 2                                   | 7                                   | 3                                   | 9                                   | 4                             | 3                             | 0                             | 1                             | 6                             | 2                             | 9                             |
| 1984년                        | 예선 탈락                           | 예선 탈락                           | 예선 탈락                           | 예선 탈락                           | 예선 탈락                           | 예선 탈락                           | 예선 탈락                           | 예선 탈락                           | 예선 탈락                           | 2                             | 0                             | 1                             | 1                             | 1                             | 2                             | 1                             |
| 1986년                        | 조별리그                            | 7위                                 | 3                                   | 0                                   | 1                                   | 2                                   | 2                                   | 4                                   | 1                                   | 2                             | 1                             | 1                             | 0                             | 1                             | 0                             | 4                             |
| 1988년                        | 기권                                | 기권                                | 기권                                | 기권                                | 기권                                | 기권                                | 기권                                | 기권                                | 기권                                | 기권                          | 기권                          | 기권                          | 기권                          | 기권                          | 기권                          | 기권                          |
| 1990년                        | 4강                                 | 3위                                 | 5                                   | 3                                   | 1                                   | 1                                   | 3                                   | 2                                   | 10                                  | 4                             | 3                             | 0                             | 1                             | 8                             | 2                             | 9                             |
| 1992년                        | 8강                                 | 8위                                 | 3                                   | 1                                   | 0                                   | 2                                   | 1                                   | 2                                   | 3                                   | 6                             | 4                             | 1                             | 1                             | 11                            | 4                             | 13                            |
| 1994년                        | 준우승                              | 2위                                 | 5                                   | 3                                   | 1                                   | 1                                   | 7                                   | 2                                   | 10                                  | 6                             | 4                             | 2                             | 0                             | 10                            | 2                             | 14                            |
| 1996년                        | 4강                                 | 3위                                 | 6                                   | 4                                   | 1                                   | 1                                   | 15                                  | 6                                   | 13                                  | 4                             | 3                             | 0                             | 1                             | 7                             | 2                             | 9                             |
| 1998년                        | 조별리그                            | 10위                                | 3                                   | 1                                   | 1                                   | 1                                   | 4                                   | 6                                   | 4                                   | 6                             | 4                             | 2                             | 0                             | 9                             | 3                             | 14                            |
| 2000년                        | 조별리그                            | 13위                                | 3                                   | 0                                   | 2                                   | 1                                   | 3                                   | 5                                   | 2                                   | 6                             | 5                             | 1                             | 0                             | 9                             | 2                             | 16                            |
| 2002년                        | 조별리그                            | 14위                                | 3                                   | 0                                   | 1                                   | 2                                   | 1                                   | 3                                   | 1                                   | 8                             | 3                             | 2                             | 3                             | 7                             | 6                             | 11                            |
| 2004년                        | 예선 탈락                           | 예선 탈락                           | 예선 탈락                           | 예선 탈락                           | 예선 탈락                           | 예선 탈락                           | 예선 탈락                           | 예선 탈락                           | 예선 탈락                           | 6                             | 3                             | 2                             | 1                             | 6                             | 5                             | 11                            |
| 2006년                        | 조별리그                            | 11위                                | 3                                   | 1                                   | 0                                   | 2                                   | 3                                   | 6                                   | 3                                   | 12                            | 7                             | 2                             | 3                             | 21                            | 11                            | 23                            |
| 2008년                        | 조별리그                            | 9위                                 | 3                                   | 1                                   | 1                                   | 1                                   | 5                                   | 6                                   | 4                                   | 6                             | 3                             | 2                             | 1                             | 9                             | 3                             | 11                            |
| 2010년                        | 8강                                 | 6위                                 | 4                                   | 1                                   | 2                                   | 1                                   | 5                                   | 5                                   | 5                                   | 10                            | 3                             | 3                             | 4                             | 4                             | 6                             | 12                            |
| 2012년                        | 우승                                | 1위                                 | 6                                   | 4                                   | 2                                   | 0                                   | 9                                   | 3                                   | 14                                  | 6                             | 4                             | 1                             | 1                             | 11                            | 2                             | 13                            |
| 2013년                        | 조별리그                            | 12위                                | 3                                   | 0                                   | 3                                   | 0                                   | 2                                   | 2                                   | 3                                   | 2                             | 1                             | 0                             | 1                             | 1                             | 1                             | 3                             |
| 2015년                        | 조별리그                            | 13위                                | 3                                   | 0                                   | 2                                   | 1                                   | 2                                   | 3                                   | 2                                   | 6                             | 3                             | 2                             | 1                             | 6                             | 2                             | 11                            |
| 2017년                        | 예선 탈락                           | 예선 탈락                           | 예선 탈락                           | 예선 탈락                           | 예선 탈락                           | 예선 탈락                           | 예선 탈락                           | 예선 탈락                           | 예선 탈락                           | 6                             | 1                             | 4                             | 1                             | 7                             | 7                             | 7                             |
| 2019년                        | 예선 탈락                           | 예선 탈락                           | 예선 탈락                           | 예선 탈락                           | 예선 탈락                           | 예선 탈락                           | 예선 탈락                           | 예선 탈락                           | 예선 탈락                           | 6                             | 2                             | 1                             | 3                             | 8                             | 7                             | 7                             |
| 2021년                        | 예선 탈락                           | 예선 탈락                           | 예선 탈락                           | 예선 탈락                           | 예선 탈락                           | 예선 탈락                           | 예선 탈락                           | 예선 탈락                           | 예선 탈락                           | 6                             | 2                             | 1                             | 3                             | 8                             | 12                            | 7                             |
| 합계                          | 17회 진출(17/26)                    | 우승(1회)                           | 67                                  | 26                                  | 20                                  | 21                                  | 81                                  | 69                                  | 98                                  | 136                           | 69                            | 33                            | 34                            | 195                           | 114                           | 240                           |
| 순위                          | 아프리카 네이션스컵 역대 순위 : 6위 | 아프리카 네이션스컵 역대 순위 : 6위 | 아프리카 네이션스컵 역대 순위 : 6위 | 아프리카 네이션스컵 역대 순위 : 6위 | 아프리카 네이션스컵 역대 순위 : 6위 | 아프리카 네이션스컵 역대 순위 : 6위 | 아프리카 네이션스컵 역대 순위 : 6위 | 아프리카 네이션스컵 역대 순위 : 6위 | 아프리카 네이션스컵 역대 순위 : 6위 |                               |                               |                               |                               |                               |                               |                               |

## 하계 올림픽
| 올림픽 축구 기록 | 올림픽 축구 기록 | 올림픽 축구 기록 | 올림픽 축구 기록 | 올림픽 축구 기록 | 올림픽 축구 기록 | 올림픽 축구 기록 | 올림픽 축구 기록 | 올림픽 축구 기록 | 올림픽 축구 기록 |
| 년도             | 결과             | 순위             | 경기             | 승               | 무*              | 패               | 득점             | 실점             | 승점             |
| ---------------- | ---------------- | ---------------- | ---------------- | ---------------- | ---------------- | ---------------- | ---------------- | ---------------- | ---------------- |
| 1964년           | 불참             | 불참             | 불참             | 불참             | 불참             | 불참             | 불참             | 불참             | 불참             |
| 1968년           | 진출 실패        | 진출 실패        | 진출 실패        | 진출 실패        | 진출 실패        | 진출 실패        | 진출 실패        | 진출 실패        | 진출 실패        |
| 1972년           | 진출 실패        | 진출 실패        | 진출 실패        | 진출 실패        | 진출 실패        | 진출 실패        | 진출 실패        | 진출 실패        | 진출 실패        |
| 1976년           | 진출 실패        | 진출 실패        | 진출 실패        | 진출 실패        | 진출 실패        | 진출 실패        | 진출 실패        | 진출 실패        | 진출 실패        |
| 1980년           | 조별리그         | 15위             | 3                | 0                | 0                | 3                | 2                | 6                | 0                |
| 1984년           |                  |                  |                  |                  |                  |                  |                  |                  |                  |
| 1988년           | 8강              | 5위              | 4                | 2                | 1                | 1                | 10               | 6                | 7                |
| 1992년           | 진출 실패        | 진출 실패        | 진출 실패        | 진출 실패        | 진출 실패        | 진출 실패        | 진출 실패        | 진출 실패        | 진출 실패        |
| 1996년           | 진출 실패        | 진출 실패        | 진출 실패        | 진출 실패        | 진출 실패        | 진출 실패        | 진출 실패        | 진출 실패        | 진출 실패        |
| 2000년           | 진출 실패        | 진출 실패        | 진출 실패        | 진출 실패        | 진출 실패        | 진출 실패        | 진출 실패        | 진출 실패        | 진출 실패        |
| 2004년           | 진출 실패        | 진출 실패        | 진출 실패        | 진출 실패        | 진출 실패        | 진출 실패        | 진출 실패        | 진출 실패        | 진출 실패        |
| 2008년           | 진출 실패        | 진출 실패        | 진출 실패        | 진출 실패        | 진출 실패        | 진출 실패        | 진출 실패        | 진출 실패        | 진출 실패        |
| 2012년           | 진출 실패        | 진출 실패        | 진출 실패        | 진출 실패        | 진출 실패        | 진출 실패        | 진출 실패        | 진출 실패        | 진출 실패        |
| 2016년           | 진출 실패        | 진출 실패        | 진출 실패        | 진출 실패        | 진출 실패        | 진출 실패        | 진출 실패        | 진출 실패        | 진출 실패        |
| 합계             | 2회 진출(2/14)   | 8강(1회)         | 7                | 2                | 1                | 4                | 12               | 12               | 7                |

## 1993년 잠비아 축구 국가대표팀 항공기 참사
1993년 4월 27일 세네갈과의 1994년 FIFA 월드컵 아프리카 지역 최종 예선 B조 2차전 원정 경기를 치르기 위해 세네갈의 수도 다카르로 가던 도중 항공기가 갑자기 가봉의 수도 리브르빌에서 추락하는 사고가 발생해 탑승객 30명 전원(승무원 5명, 승객 25명)이 사망했고 기내 화재를 진압하려다가 엔진을 잘못 끈 것이 사고의 원인이었다.

## 주요 선수
- 스토필라 순주
- 네이선 싱칼라
- 저스틴 숑가
- 토스터 은사바타
- 카바소 총고
- 도나샤노 말라마
- 어거스틴 물렝가
- 에번스 캉그와
- 케네디 음위네
- 애드리언 차마
- 어니스트 음베웨
- 이매뉴얼 마유카
- 펠릭스 카통고
- 에녹 음웨페

## 역대 감독
| 감독            | 임기        |
| --------------- | ----------- |
| 고드프리 치탈루 | 1993        |
| 이언 포터필드   | 1993 ~ 1994 |
| 에르베 르나르   | 2008 ~ 2010 |
| 에르베 르나르   | 2011 ~ 2013 |